# Tauno Sipilä
Tauno Olavi Sipilä (* 7. November 1921 in Multia; † 9. Juli 2001 in Saarijärvi) war ein finnischer Skilangläufer.
Sipilä, der für den Pylkönmäen Yrittävä startete, wurde im Jahr 1949 finnischer Meister über 30 km und errang bei den Lahti Ski Games 1949 den dritten Platz über 18 km. Im Jahr 1951 gewann er bei den Lahti Ski Games den 18-km-Lauf. Bei den Olympischen Winterspielen 1952 in Oslo lief er auf den achten Platz über 18 km. Bei den nordischen Skiweltmeisterschaften 1954 in Falun errang er den fünften Platz über 30 km.